# مهارکننده بازجذب سروتونین–نوراپی‌نفرین
مهارکننده‌های بازجذب سروتونین–نوراپی‌نفرین (SNRIها) دسته ای از داروهای ضد افسردگی است که در درمان اختلال افسردگی عمده (MDD)، اختلالات اضطراب ، اختلال وسواس فکری-عملی (OCD)، اختلال اضطراب اجتماعی، اختلال کم‌توجهی - بیش‌فعالی (ADHD)،  درد نوروپاتی مزمن، سندرم فیبرومیالژیا (FMS) و علائم یائسگی کاربرد دارند. SNRIها مهارکننده های بازجذب مونوآمین هستند. به طور خاص، آن‌ها بازجذب سروتونین و نوراپی‌نفرین را مهار می کنند. تصور می شود که این پیام‌رسان‌های عصبی نقش مهمی در تنظیم خلق و خو دارند. SNRI ها را می توان با مهارکننده‌های انتخابی بازجذب سروتونین (SSRI) که بیشتر بر روی سروتونین عمل می کنند، در تضاد دانست.